# Александро-Калиново

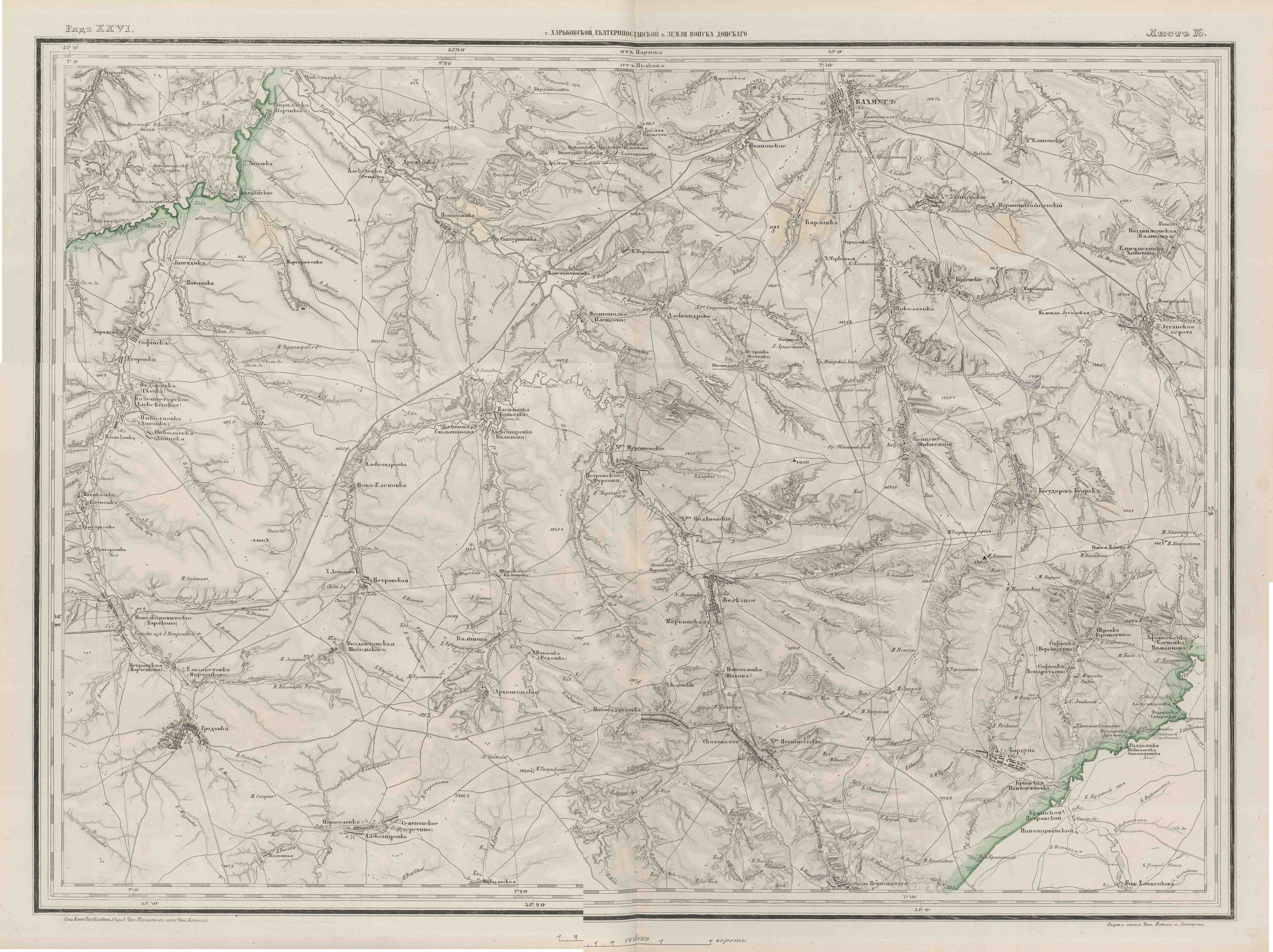
Карта Харьковской и Екатеринославской губерний и Земли Войска Донского

Алекса́ндро-Кали́ново (укр. Олекса́ндро-Кали́нове) — село на Украине, находится в Краматорском районе Донецкой области.
Население по переписи 2001 года составляет 817 человек. Почтовый индекс — 85142. Телефонный код — 6272.

## Адрес местного совета
85142, Донецкая область, Константиновский район, с. Александро-Калиново, площадь Танкистов, 1

## Географическое положение
Расположено на трассе Донецк — Константиновка по обоим берегам р. Клебан Бык в 9 км от Константиновки.

## Экономика
- КФХ
- СООО

## Объекты социальной сферы
- Школа
- Детский сад
- Магазины
- ФАП

## Достопримечательности
- Сельский музей истории края
- Первый трактор времен коллективизации
- Урочище Клебан Бык
- Клебанбыкское водохранилище
- Ландшафтный парк Клебан Бык
- Места древних поселений — прямо на поверхности земли можно найти каменные ступы, жернова, корыта и прочие каменные хозяйственные изделия, зачастую используемые по назначению и в наше время. Наибольшее собрание каменных артефактов — на подворье фермера И. Тарамана, инициатора основания сельского музея.